# José Maria Nepomuceno

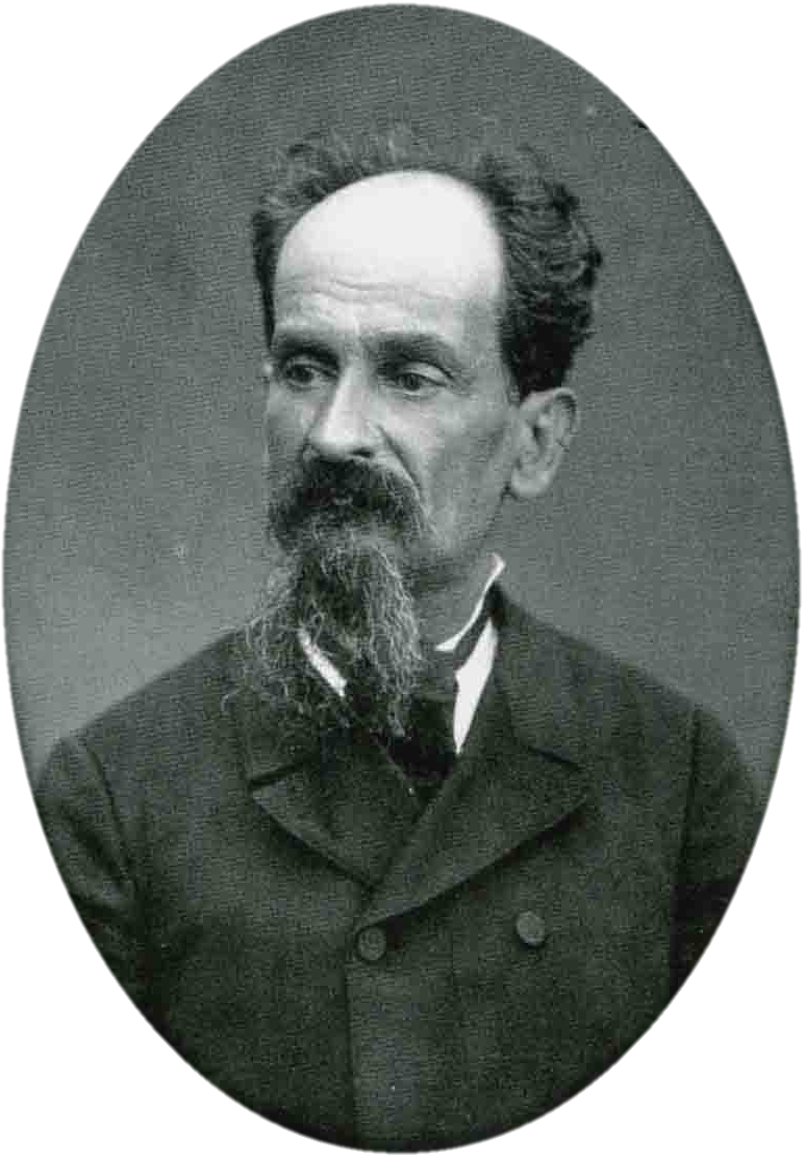
José Maria Nepomuceno, em retrato de 1884.

José Maria Nepomuceno (Nasceu em Lisboa em agosto de 1836 - morreu em Lisboa em junho de 1895).  Filho de Manuel Joaquim Nepomuceno, membro da Academia da Marinha e de Gertrudes Magna das Dores Corrêa Lobo Nepomuceno, descendente de família nobre de Alpiarça.  Foi um arquiteto, colecionador e bibliógrafo português. Diplomado em 1858 no curso de arquitetura da Academia de Belas-Artes de Lisboa desenvolveu desde 1865 extensa atividade no Ministério das Obras Públicas."
"Da sua responsabilidade são usualmente mencionados o restauro revivalista do Convento da Madre de Deus (1872), o projecto da Escola Médico-Cirúrgica ou Faculdade de Ciências Médicas, e, no Hospital Miguel Bombarda, o Pavilhão de Segurança (1892-1896), (raro imóvel vanguardista a nível internacional, pelos seus amplos arredondamentos sistemáticos e generalizados de arestas, precursor do design e arquitectura modernista dos anos 1920 e 1930, e um dos seis edifícios pan-ópticos existentes no mundo), o Edifício das Enfermarias em Poste Telefónico (1885-1894), (o primeiro do mundo com essa tipologia e funcionalidade, anterior ao edifício de Fresnes, Paris, de 1898), os dois enormes mas elegantes Telheiros (1894) em ferro, madeira e telha destinados ao passeio diário de homens e de mulheres, o edifício das Oficinas para Doentes (1894) e a Escadaria em ferro fundido (c. 1894) do Edifício Principal do Hospital, todos em Lisboa.
Foi proprietário da Igreja do extinto Convento de Santa Iria, em Santa Maria dos Olivais (Tomar).
Esposa:  Olinda Júlia Teixeira Nepomuceno, filha de Martinho José Baptista Teixeira.
Teve 7 filhos (todos Teixeira Nepomuceno):  Maria Amélia, Jayme Augusto, Maria Júlia, Maria Virginia, Fernão Gustavo, Maria Palmyra, e Maria Ernestina.  Maria Palmyra casou em Lisboa, passou a se chamar MARIA PALMYRA NEPOMUCENO GUIMARÃES, se mudou para o Brasil, onde faleceu em 1954.